# Irene Rysbergues große Liebe
Irene Rysbergues große Liebe ist ein französischer Stummfilm aus dem Jahre 1929 von Julien Duvivier mit Maria Jacobini in der Titelrolle.

## Handlung
Irene Rysbergue ist mit einem deutlich älteren Baron verheiratet und lebt eine gutbürgerliche Ehe, einem goldenen Käfig gleichkommend, in der Oberschicht: Frei von jedweden Sorgen finanzieller Art und doch unendlich gelangweilt. Ihr emotional erkalteter Gatte, dem sie zwei Söhne geschenkt hat, ist ihr längst entfremdet und steigt anderen Frauen nach. Selbst die Söhne haben nie einen Draht zu ihrer Mutter gefunden. Als Irene eines Tages auf einem Kostümfest einen jungen Spahi-Offizier, einen Offizier der französischen Kolonialtruppen, kennenlernt, ist es um sie geschehen. Der junge Mann, Georges de Chambry, drückt ihr einen Kuss auf die Lippen, den Irène zunächst erwidert, sie aber infolgedessen, erschrocken über ihre eigene Tollkühnheit, aus dem Ballsaal hinauseilen lässt.
Als Georges etwas später in Erfahrung bringt, dass Irene die Mutter eines alten Schulfreundes ist, ist auch er zunächst erschrocken. Beide kämpfen gegen ihre Gefühle an. Doch das Feuer zwischen den Irene und Georges ist längst entfacht. Irene folgt ihrer großen Liebe nach Afrika, als Georges zu seinen Kameraden zurückberufen wird. Doch bald wird das ungleiche Paar von der Realität eingeholt. Irene muss nach einigen Monaten des intensiven Glücks schmerzlich das Faktum des nicht unerheblichen Altersunterschieds zwischen ihr und dem deutlich jüngeren Georges anerkennen, als dieser sich in die junge Britin Miss Dickson verliebt. Desillusioniert, gealtert und mit gebrochenem Herzen kehrt Irene nach Paris zurück, wo sie sich an der Wiege ihres ersten Enkelkindes mit ihrem gleichfalls an ihre Seite heimgekehrten Gatten versöhnt.

## Produktionsnotizen
Irene Rysbergues große Liebe entstand im Juli und August 1929, passierte bereits am 15. August 1929 die Filmzensur und erhielt Jugendverbot. Zu dieser Zeit war der Neunakter 2900 Meter lang. Die Uraufführung erfolgte am 19. Oktober 1929 in Paris, vier Tage später wurde der Film erstmals in Deutschland gezeigt. In Österreich wurde der Film als Madame Colibri veröffentlicht.
Die Bauten stammen von Christian-Jaque und Fernand Delattre. Marcel Vandal und Charles Delac übernahmen die Produktionsleitung.

## Kritik
„…kompaktestes Nur-Theater von echtem französischen Schrot und Korn, Liebestiraden, Eifersuchtsduette, hohles Verzweiflungsgelächter, Konversation überall und fast plastisch geballt in der Grand Scène mit der Reitpeitsche, dem Haß und dem stuckernden Busen. Es war sehr tapfer von Maria Jacobini, an die Rolle der verspäteten Liebhaberin von vierzig und einigen Jahren heranzugehen, eigentlich ist sie noch zu frisch und zu hübsch dazu. Im Spiel aber hat sie die Reife, das ist sehr, sehr nobles Theater, und für die Übertriebenheiten ist sie bestimmt nicht verantwortlich zu machen. Der junge Spahi-Leutnant, der in naiver Unwiderstehlichkeit die moralfirme Familienmutter mitnimmt, hat den feurig-ernsten Jünglingskopf Franz Lederers; darstellerisch wird hier von ihm, als einem Abiturienten der Erotik, nicht viel verlangt.“

Paimann’s Filmlisten resümierte: „Nach einem ausgezeichneten Auftakt spielt die Handlung in den Kolonien weiter, vermeidet aber geschickt die Klippen, welches dieses Milieu Gesellschaftsfilmen meist schafft. Überraschend gut gebracht ist diesmal die Jacobini; Lederer mehr unentschlossener Liebhaber als Kolonialoffizier. Die recht kontinuierliche Regie sorgt für splendid aufgemachte Interieurs und bildhaft wirksame Außenaufnahmen … Gesamtqualifikation: Stark über dem Durchschnitt.“